# Robert Szczot
Robert Szczot (ur. 31 stycznia 1982 w Oleśnicy) – polski piłkarz, występował na pozycji pomocnika.
Reprezentował barwy Lotnika Twardogóra, Śląska Wrocław, RAEC Mons, ŁKS Łódź, Jagiellonii Białystok, Górnika Zabrze oraz od początku sezonu 2010/11 greckiego Iraklisu Saloniki.
Swoją karierę piłkarską zakończył w Olimpii Grudziądz.

## Życie prywatne
Żonaty z Patrycją, ma syna Xaviera oraz trzy córki o imionach Sonia, Letycja oraz Mija.